# Pseudagrion alcicorne
Pseudagrion alcicorne là một loài chuồn chuồn kim trong họ Coenagrionidae.
Pseudagrion alcicorne được miêu tả khoa học năm 1906 bởi Förster.

==Tham khảo==
1. ↑  (tiếng Anh) World Odonata List; 25-04-2011 Lưu trữ ngày 28 tháng 8 năm 2010 tại Wayback Machine